# مانتگامری (تگزاس)
مونتگمری، تگزاس(به انگلیسی: Montgomery, Texas) شهری در ایالت تگزاس از ایالات جنوبی ایالات متحده آمریکا است. در سرشماری سال ۲۰۰۰، جمعیت این شهر ۴۸۹ نفر اعلام شد.